# Michaniónas
Le dème de Michaniónas, en grec moderne : Δήμος Μηχανιώνας / Dímos Michaniónas, est un ancien dème du district régional de Thessalonique, en Macédoine-Centrale, Grèce. Depuis 2010, il est fusionné au sein du dème de Thermaïkós.
Selon le recensement de 2011, la population du dème s'élève à 11 901 habitants.